# みずほ統合準備銀行
株式会社みずほ統合準備銀行（みずほとうごうじゅんびぎんこう）は、2002年1月8日から同年4月1日まで日本で存在していた長期信用銀行である。

## 概要
みずほ銀行の発足に伴い日本興業銀行のリテール部門と個人を対象とした金融債の業務を分割・吸収するために設立された準備会社（受け皿金融機関）であり、日本国内においても広く知られなかった。

## 沿革
- 2002年1月8日 - 株式会社みずほ統合準備銀行として設立。同日、銀行業免許取得。
- 2002年4月1日 - 日本興業銀行[1]が会社分割により分離した「カスタマー・コンシューマー銀行業務に関する諸営業（リテール部門）」を吸収分割により承継し、同日更に株式会社第一勧業銀行へ吸収合併[2]され、解散。第一勧業銀行は株式会社みずほ銀行（2013年7月1日、みずほコーポレート銀行に吸収合併され、消滅）と改称。